# Jiří Hanuš (povjesničar)
Jiří Hanuš (Brno,  22. srpnja 1963. - ) je češki povjesničar, pisac i nakladnik. Specijalizirao se za proučavanje češke povijesti 19. stoljeća i povijest Katoličke Crkve u Češkoj. Predaje na Sveučilištu Masaryk u Brnu i zaposlenik je Češkog povijesnog instituta. Također djeluje kao direktor u Centru za demokratske studije i kulture, gdje je uređivao časopis Proglas. 30. travnja 2010. godine dobiva titulu redovitog profesora.

## Vanjske poveznice
- Jiří Hanuš u spremištu podataka Češke narodne knjižnice i čitaonice.